# Frederick Pohl’s Gateway
Gateway (с англ. — «Врата») — игра в стиле interactive fiction, разработанная и выпущенная компанией Legend Entertainment. Действие игры происходит во вселенной, созданной писателем-фантастом Фредериком Полом.

Интерфейс игры представляет собой сочетание традиционного парсера и использования мыши для облегчения набора слов. В игре есть события, зависящие от времени, но «погибнуть» вне них довольно трудно.
В 1993 году было выпущено выполненное в том же стиле продолжение игры — Gateway 2: Homeworld.

## Предыстория
В конце XXI века люди колонизировали Венеру. Под поверхностью планеты были обнаружены тысячи миль древних туннелей. Учёным удалось выяснить, что они были построены несколько тысяч лет назад расой существ под названием Хии-кии (англ. Heechee).
Один из исследователей туннелей натыкается на корабль Хии-кии в работающем состоянии. Не сообщив никому о находке, он проникает в корабль и запускает его. Совершив прыжок сквозь «тау-пространство», корабль оказывается возле гигантской космической станции, построенной внутри астероида между орбитами Венеры и Меркурия. На станции исследователь обнаруживает тысячи таких же кораблей и ни одного живого существа. Не умея управлять кораблём и понимая, что его ждёт смерть от жажды и голода, он находит способ устроить мощный взрыв, чтобы ценой жизни подать сигнал.
Вспышку регистрирует одна из станций НАСА. Для исследования к инопланетной станции, названной Gateway, направлен корабль.
Находка станции чуть было не начала Третью мировую войну за собственность станции. Интернациональная Корпорация Gateway создалась для решения этого спора.
Все найденные корабли в рабочем состоянии, но никто не смог разобраться в их встроенных координатах. Для навигации используются пятизначные коды для ввода в компьютер корабля, но неизвестно куда эти коды ведут. Добровольцы становятся разведчиками, которые тестируют коды и летят в неизвестном направлении. Из задача — вернуться и привезти обратно что-нибудь интересное. Большинство возвращаются с пустыми или почти пустыми руками, десятая часть не возвращаются, но зато остальные полтора процента привозят назад артефакты или знания делающие их сказочно богатыми.
Игрок выиграл билет в один конец на станцию Gateway, работу разведчика на Корпорацию, и 10 дней жизненного обеспечения с небольшой суммой денег.

## Сюжет
В начале игры ничего особенного не происходит. Игроку дают незначительные задания, между которыми он (пол в игре не упоминается, но по одной из сцен можно догадаться что главный персонаж — мужчина) может знакомится со станцией, разговаривать с некоторыми персонажами и, даже, заниматься кражей.
Затем, игроку повышают уровень доступа и рассказывают о другой инопланетной расе которую боялись Хии-кии и которая стала причиной их исчезновения. Никто не знает настоящего названия этой расы, но Хии-кии дали им имя Убийцы, так как их цель — уничтожение всех других рас во вселенной. Игроку рассказывают, что Убийцы находят жертв по высоким уровням излучений, включая использование тау-кораблей. Так как уже поздно прекращать использование технологий Хии-кии, начальство разработало другой способ защиты — перед их исчезновением, Хии-кии построили четыре излучателя. Эти постройки, когда включены, прячут деятельность определённого участка галактики от Убийц, включая Землю. По неизвестным причинам, Хии-кии никогда не включали эти излучатели. Эта задача предстоит игроку.
После четырёх сложных путешествий и включения излучателей, учёные узнали, что ещё необходима активация станции блокирования. После дополнительной подготовки, игрок прыгает к этой станции, на орбите неизвестной планеты, и состыковывается. Надев на голову странный обруч, игрок узнаёт что станцию контролирует искусственный интеллект Хии-кии, задача которого — блокировать передачи станции Убийц на случай обнаружения разумной расы. Для полного «вуалирования» людей необходимо уничтожить ИИ на станции Убийц и помощью ИИ Хии-кии.
После короткого полёта и стыковки к станции Убийц, игрок попадает в обычное земное казино, и он почему-то всё время выигрывает. Найдя способ проиграть (в покере это очень легко), игрок узнаёт что это была иллюзия созданная ИИ Убийц чтобы дать ему время для посылки сообщения хозяевам. После ещё одной иллюзии, игрок попадает обратно на Gateway и ложится спать в своей каюте. Вдруг, на экране связи появляется сообщения от ИИ Хии-кии, которого он взял с собой на станцию Убийц. В этом сообщении, ИИ объясняет что игрок всё ещё на станции Убийц и ему нужно найти выход из этой виртуальной реальности. Найдя выход, игрок позволяет ИИ Хии-кии атаковать ИИ Убийц, уничтожая друг друга. Вернувшись на Gateway (реально), игрок становится богачом и улетает на Землю.